# Canaliculus mastoideus

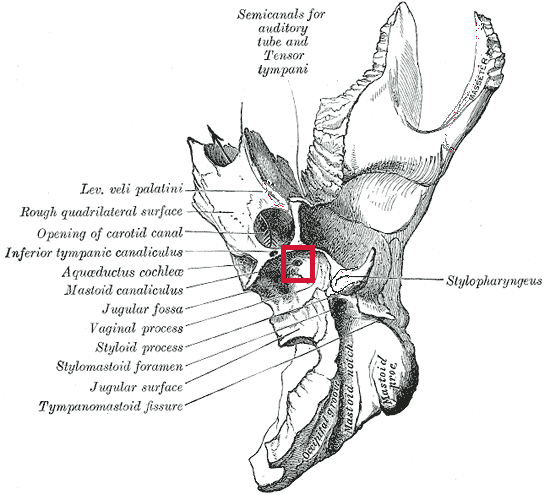
A bal halántékcsont (a piros négyzet jelöli az apró járatot)

A canaliculus mastoideus egy kis csatorna, melyen keresztül halad a ramus auricularis nervi vagi. A halántékcsont (os temporale) fossa jugularis részének külső felénél található.